# Go Hatano
Go Hatano (波多野 豪, Hatano Gō), né le 25 mai 1998 à Musashimurayama au Japon, est un footballeur japonais. Il joue au poste de gardien de but au FC Tokyo.

## Biographie

### En club
Né à Musashimurayama au Japon, Go Hatano est formé par le FC Tokyo. Avec les U18 du club il remporte notamment le championnat de la catégorie en 2016. Il est intégré à l'équipe première en 2017 avec deux autres de ses coéquipiers de l'équipe U18, dont Makoto Okazaki. 
Go Hatano joue son premier match en professionnel le 26 avril 2017, à l'occasion d'une rencontre de coupe de la Ligue japonaise face au Júbilo Iwata. Il entre en cours de partie à la 21e minute de jeu à la place de Nathan Burns, afin de remplacer Takuo Okubo, expulsé quelques secondes plus tôt. Son équipe s'incline par trois buts à un ce jour-là.
Il faut attendre le 9 août 2020, pour le voir jouer son premier match en J. League 1, lors de la neuvième journée de la saison 2020 contre le Cerezo Osaka. Il est titulaire, garde sa cage inviolée, et les deux équipes se neutralisent (0-0).

### En sélection
Avec les moins de 20 ans, il participe à la Coupe du monde des moins de 20 ans en 2017. Lors du mondial junior organisé en Corée du Sud, il officie comme gardien remplaçant et ne joue aucun match. Le Japon s'incline en huitièmes de finale face au Venezuela après prolongation.
Il dispute ensuite en janvier 2018 le championnat d'Asie des moins de 23 ans. Lors de cette compétition organisée en Chine, il ne joue qu'une seule rencontre, face à la Corée du Nord. Le Japon s'incline en quart de finale face à l'Ouzbékistan.